# Ulrich Pechtold
Ulrich Pechtold (* 24. Juli 1952) ist ein ehemaliger deutscher Fußballspieler. Von 1974 bis 1981 hat er für die Vereine 1. FC Nürnberg, Kickers Offenbach und SpVgg Fürth in der 2. Fußball-Bundesliga 220 Ligaspiele absolviert und dabei 16 Tore erzielt. Seine höherklassige Laufbahn eröffnete der Mittelfeld- und Defensivspieler zuvor von 1970 bis 1974 beim FC Bayern Hof mit 89 Spielen und 16 Toren in der damaligen Zweitklassigkeit der Regionalliga Süd.

## Laufbahn

### Regionalliga Süd, 1970 bis 1974
Der Nachwuchsfußballer Ulrich Pechtold kam über die Stationen TSG Creidlitz 1908 e.V. und VfB Coburg zur Saison 1970/71 zum FC Bayern Hof in die Regionalliga Süd. Die 18-jährige Nachwuchshoffnung wurde erstmals von Trainer Gunther Baumann in der Rückrunde am 28. März 1971 beim 3:0-Heimerfolg im Stadion Grüne Au eingewechselt. In den letzten Rundentagen kamen im Mai 1971 noch drei weitere Einsätze in seiner ersten Regionalligasaison hinzu. Wie der junge Lorenz-Günther Köstner kam er 1970/71 in Hof auf vier Regionalligaeinsätze. In seiner zweiten Saison, 1971/72, erreichte die Elf um die Torschützen Wolfgang Breuer (35-27), Ludwig Schuster (35-16) und Karl-Heinz Zapf (36-14) unter dem neuen Trainer Herbert Wenz hinter Meister Kickers Offenbach die Vizemeisterschaft und damit den erneuten Einzug in die Bundesligaaufstiegsrunde. In der Rückrunde schaffte er den Sprung in die Stammelf und gehörte auch am 22. April 1972 dem Hofer Team an, das vor 19.000 Zuschauern dem Meister aus Offenbach mit einem 2:2 Paroli bieten konnte. Der junge Pechtold agierte als rechter Verteidiger und hatte es auf Offenbacher Seite mit Nationalspieler Sigfried Held zu tun gehabt. Bei der Vizemeisterschaft hatte er in 17 Ligaspielen mitgewirkt. In der Aufstiegsrunde kam er gegen die Konkurrenten Borussia Neunkirchen, Wuppertaler SV, Tasmania Berlin und den VfL Osnabrück zu fünf Einsätzen und erzielte bei der 3:4-Auswärtsniederlage an der Bremer Brücke einen Treffer.
In den letzten zwei Runden der alten zweitklassigen Regionalligaära, 1972/73 und 1973/74, versäumte Pechtold mit seinen 68 Ligaeinsätzen und 16 Toren kein einziges Pflichtspiel. Spitzenplätze konnte Hof aber ohne den nach Innsbruck abgewanderten Torschützen vom Dienst, Wolfgang Breuer, nicht mehr erreichen. Nach insgesamt 89 Regionalligaspielen mit 16 Toren, schloss sich der 22-Jährige zur Startsaison der neu eingeführten 2. Bundesliga, 1974/75, dem 1. FC Nürnberg an.

### 2. Bundesliga, 1974 bis 1981
Mit Trainer Hans Tilkowski und den weiteren Neuzugängen Hans-Otto Hiestermann, Wolfgang Holoch, Karl-Heinz Meininger, Franz Schwarzwälder und dem Ex-Torjäger des VfL Bochum, Hans Walitza, versuchte der 1969 in die zweite Spielklasse abgestiegene „Frankenstolz“ den erneuten Anlauf, in die Bundesliga zurückzukehren. Am ersten Spieltag der Debütsaison der 2. Bundesliga, den 2. August 1974, verlor der „Club“ bei dem von Helmut Haller angeführten FC Augsburg vor 32.000 Zuschauern im Rosenaustadion mit 0:2 Toren. Der Neuzugang aus Hof hatte als rechter Außenverteidiger agiert. Am Rundenende standen für Pechtold 35 Ligaspiele mit drei Toren in der Statistik und die Mannen um Dieter Nüssing mussten sich mit dem sechsten Rang begnügen. In der zweiten Saison, 1975/76, errangen Pechtold und Kollegen die Vizemeisterschaft in der Südstaffel und hatten dadurch die Gelegenheit in zwei Relegationsspielen gegen den Nordvize Borussia Dortmund den Bundesligaaufstieg zu bewerkstelligen. Zum Gewinn der Vizemeisterschaft hatte Pechtold in 37 Spielen mit vier Toren an der Seite der weiteren Stammspieler Schwarzwälder, Rudi Sturz, Manfred Rüsing, Peter Stocker, Rudolf Hannakampf, Norbert Eder, Kurt Geinzer, Nüssing, Slobodan Petrović, Jan Majkowski, Meininger und Walitza beigetragen. Das Heimspiel wurde am 17. Juni 1976 vor 53.000 Zuschauern mit 0:1 Toren und das Rückspiel am 23. Juni vor 53.700 Zuschauern mit 2:3 Toren verloren und damit ging es in Nürnberg in der 2. Bundesliga weiter. Jetzt versuchte man es mit einem Trainerwechsel, Horst Buhtz löste den Torhüter der WM-Tage 1966 in England ab. Unter dem ehemaligen Italienprofi absolvierte Pechtold als einziger „Club“-Akteur 1976/77 alle 38 Rundenspiele, zumeist als Verteidiger aber auch im Mittelfeld, und erzielte drei Tore. Zum Aufstieg reichte es aber nicht, Nürnberg erreichte unter Buhtz 1977 lediglich den fünften Rang. Nach 110 Zweitligaspielen mit zehn Toren für den 1. FC Nürnberg zog es Pechtold zur Saison 1977/78 gemeinsam mit Mannschaftskamerad Kurt Geinzer in das Stadion am Bieberer Berg, zu Kickers Offenbach.
Unter Trainer Udo Klug ging das Startspiel am 6. August 1977 bei Wormatia Worms mit der Angriffsreihe um Walter Plaggemeyer, Walter Krause und Alfred Seiler, sowie den zwei Ex-Nürnbergern in der Abwehr, aber mit 0:3 Toren verloren. Wiederum landete er am Rundenende mit einem Verein auf dem fünften Tabellenrang. Er hatte erneut alle 38 Ligaspiele bestritten und für den OFC auch sechs Treffer erzielt. Sein Einstiegsverein in den Profifußball, FC Bayern Hof, musste dagegen den Weg in das Amateurlager antreten. Unter dem Klug-Nachfolger Horst Heese gelang 1978/79 keine Verbesserung in der Tabelle und nach insgesamt 75 Zweitligaspielen mit sechs Toren lockten ihn zur Runde 1979/80 die finanziellen Verlockungen des Westfalia Herne-Mäzens Erhard Goldbach in das Stadion am Schloss Strünkede. Durch die „Goldin“-Pleite endete das Kapitel für Herne in der Amateurliga und für Pechtold mit der Rückkehr in die Südliga zur SpVgg Fürth, wo er am 23. September 1979 beim 0:0-Remis gegen SV Darmstadt 98 im Mittelfeld der „Kleeblattelf“ neben Wolfgang Lausen und Florian Hinterberger debütierte.
Mit den „Kleeblättlern“ vom Ronhof reichte es unter Trainer Hannes Baldauf und an der Seite der Mitspieler Bernhard Bergmann, Eduard Kirschner, Peter Löwer und Manfred Ritschel zum siebten Rang. Die Meisterschaft ging an den 1. FC Nürnberg vor dem Karlsruher SC. Pechtold war in 17 Ligaspielen aufgelaufen. Mit seinem Mitwirken im Nachholspiel am 20. Dezember 1980 beim 8:0-Heimerfolg gegen den Absteiger Borussia Neunkirchen endete aber seine Spielerlaufbahn im Profibereich. Nach insgesamt 220 Zweitligaeinsätzen mit 16 Toren löste er zur Jahreswende seinen Lizenzspielervertrag mit Fürth auf und ging in das Amateurlager zurück und übernahm im Februar 1981 die SpVgg Ansbach als Spielertrainer.

### Spielertrainer und Trainer
Nach Ansbach übernahm er den FSV Bad Windsheim, Jahn Forchheim, ATS Kulmbach und den ASV Gaustadt. Ab der Saison 1995/96 übte er erstmals das reine Traineramt aus, er trainierte in Bamberg den ASV Gaustadt. Danach folgten fast zehn Jahre beim 1. FC Bamberg (1996-2005) und die zwei Stationen FSV Erlangen-Bruck und SV Pettstadt.
Pechtold betreibt in Forchheim, direkt gegenüber dem Jahn-Gelände, eine Soccerhalle.